# La vergine, il toro e il capricorno
La vergine, il toro e il capricorno é um filme italiano de 1977, dirigido por Luciano Martino.
Estreou em Portugal a 30 de Janeiro de 1978.

## Sinopse
Um arquitecto de Roma (Alberto Lionello) atraiçoa sistematicamente a mulher (Edwige Fenech) e faz o possível para não ser descoberto por ela. Mas quando ela descobre... a vingança será terrível.

## Elenco
- Alberto Lionello: Gianni Ferretti
- Edwige Fenech: Gioia Ferretti
- Ray Lovelock: Patrizio Marchi
- Erna Schürer: Turista con Patrizio
- Olga Bisera: Enrica
- Riccardo Garrone: Marito di Enrica
- Aldo Maccione: Felice Spezzaferri
- Alvaro Vitali: Alvaro
- Fiammetta Baralla: Aida
- Cesarina Gheraldi: Zoraide, madre di Gianni
- Mario Carotenuto: Pietro Guzzini
- Adriana Facchetti: Moglie di Guzzini
- Michele Gammino: Raffaele
- Patrizia Webley: Moglie di Raffaele
- Giacomo Rizzo: Peppino Ruotolo
- Gianfranco Barra: Alberto Scapicolli
- Lars Bloch: professore americano
- Sabina De Guida: signora alla danza
- Ria De Simone: Signora Scapicolli
- Gabriella Lepori: La segretaria di Gianni
- Sophia Lombardo: Altra segretaria di Gianni
- Lia Tanzi: Luisa